# Divide and Conquer
Divide And Conquer – piąty album thrashmetalowego zespołu Suicidal Angels, został wydany 10 stycznia 2014 roku.

## Lista utworów
1. Marching over Blood - 03:34
2. Seed of Evil - 06:56
3. Divide and Conquer - 03:06
4. Control the Twisted Mind - 06:56
5. In the Grave - 05:23
6. Terror Is My Scream - 03:12
7. Pit of Snakes - 04:28
8. Kneel to the Gun - 03:53
9. Lost Dignity - 03:30
10. White Wizard - 08:49

## Twórcy
- Angelos Kritsotakis - gitara basowa
- Orpheas Tzortzopoulos - perkusja
- Chris Tsitsis - gitara
- Nick Melissourgos - gitara, śpiew